# Stróżewo (Pyrzyce)
Stróżewo (deutsch Strohsdorf) ist ein Dorf in der Woiwodschaft Westpommern in Polen. Es gehört zur Gmina Pyrzyce (Gemeinde Pyritz) im Powiat Pyrzycki (Pyritzer Kreis).

## Geographische Lage
Das Dorf liegt im Weizacker in Hinterpommern, etwa 40 Kilometer südöstlich von Stettin und etwa 5 km nordöstlich der Kreisstadt Pyritz.

## Geschichte
In Ludwig Wilhelm Brüggemanns Ausführlicher Beschreibung des gegenwärtigen Zustandes des Königlich Preußischen Herzogtums Vor- und Hinterpommern (1784) ist Strohsdorf aufgeführt. Das Dorf lag „zur rechten der Post- und Landstraße von Pyritz nach Stargard“.  Damals gab es hier 22 Bauern, 12 Kossäten, eine Pfarrwohnung, ein Küsterhaus und eine Schmiede, insgesamt 54 Haushaltungen („Feuerstellen“). Das Dorf gehörte zum Amt Pyritz.
Bis 1945 bildete Strohsdorf eine Gemeinde im Kreis Pyritz der Provinz Pommern. Zur Gemeinde gehörte auch der Wohnplatz Windmühle.
Nach dem Zweiten Weltkrieg kam Strohsdorf, wie alle Gebiete östlich der Oder-Neiße-Grenze, an Polen. Die Bevölkerung wurde vertrieben. Der Ortsname wurde zu „Stróżewo“ polonisiert.

## Entwicklung der Einwohnerzahl
- 1867: 511 Einwohner[3]
- 1871: 509 Einwohner[3]
- 1925: 447 Einwohner[2]

## Söhne und Töchter des Ortes
- Hermann Bethke (1900–1940), deutscher Politiker (NSDAP), Vizepräsident des Oberpräsidiums der Provinz Ostpreußen, MdR